# Julie Payette
Julie Payette CC CMM COM CQ CD (Montréal, 20 ottobre 1963) è un'ex astronauta, politica e ingegnere canadese, governatore generale del Canada dal 2017 al 2021.

## Biografia
Ha partecipato, come specialista di missione, alle missioni: STS-96 e STS-127 dello Space Shuttle.
Dall'ottobre 2017 al gennaio 2021 ha ricoperto la carica di Governatore generale del Canada.